# Apanteles isander
Apanteles isander är en stekelart som beskrevs av Nixon 1965. Apanteles isander ingår i släktet Apanteles och familjen bracksteklar. Inga underarter finns listade i Catalogue of Life.